# 紅と黒のMATADORA/I LOVE YOUをさがしてる
「紅と黒のMATADORA／I LOVE YOUをさがしてる」（あかとくろのマタドーラ／アイ・ラヴ・ユーをさがしてる）は、日本のロックバンド、GLAYの39枚目のシングル。2008年9月10日に発売。

## 解説
- 前作「VERB」から約3か月ぶりのシングル。
- 通常盤はPケース仕様、初回限定盤はデジパック仕様。収録曲は同じ。
- 尚、「鼓動」以来のCDのみのシングルである。
- 両方のミュージックビデオは、チェコのプラハで撮影され、両方とも監督は丹修一である。また、このPV撮影は、予定よりも早く撮影が終わったため、残りの期間でメンバー全員でスペインへ行ったと語っている。監督の丹は、2作連続で監督をしている。

## 収録曲
1. 紅と黒のMATADORA
  - 作詞・作曲：TAKURO / 編曲：GLAY & 佐久間正英

2008年10月4日より日本で公開された韓国映画『宿命』の主題歌。「Matadora」とはスペイン語で闘牛士を意味しており、その中でも闘牛において牛にとどめを刺す正闘牛士であるマタドール (Matador) の女性形であり、すなわち「女性闘牛士」である。イントロにフラメンコのサウンドを使用するなど、スパニッシュな雰囲気を醸し出す。
2. I LOVE YOUをさがしてる
  - 作詞・作曲：TAKURO / 編曲：GLAY & 佐久間正英

テレビ朝日の金曜ナイトドラマ『打撃天使ルリ』の主題歌。「時の雫」以来、約4年振りとなるドラマ主題歌（共に、金曜ナイトドラマ枠の主題歌）。「紅と黒のMATADORA」とは対照的なバラード。
TAKUROは、作詞してもう少しで歌入れという時に、新聞の書評で城山三郎の遺作「そうか、もう君はいないのか」のタイトルを観て、歌詞をわずかに手直しをするなどの影響を受けたという。また、代表曲「HOWEVER」のアンサーソングとも語っている。
3. SUFFRAGETTE CITY
  - 作詞・作曲：デヴィッド・ボウイ

イギリスのミュージシャン、デヴィッド・ボウイの代表的なアルバムの一つ『ジギー・スターダスト』の収録曲をカバー。

## 収録アルバム
紅と黒のMATADORA
- THE GREAT VACATION VOL.1 〜SUPER BEST OF GLAY〜

I LOVE YOUをさがしてる
- THE GREAT VACATION VOL.1 〜SUPER BEST OF GLAY〜

SUFFRAGETTE CITY
- rare collectives vol.4